# 광안리해수욕장

광안리 해수욕장

금연구역 지정 표지판

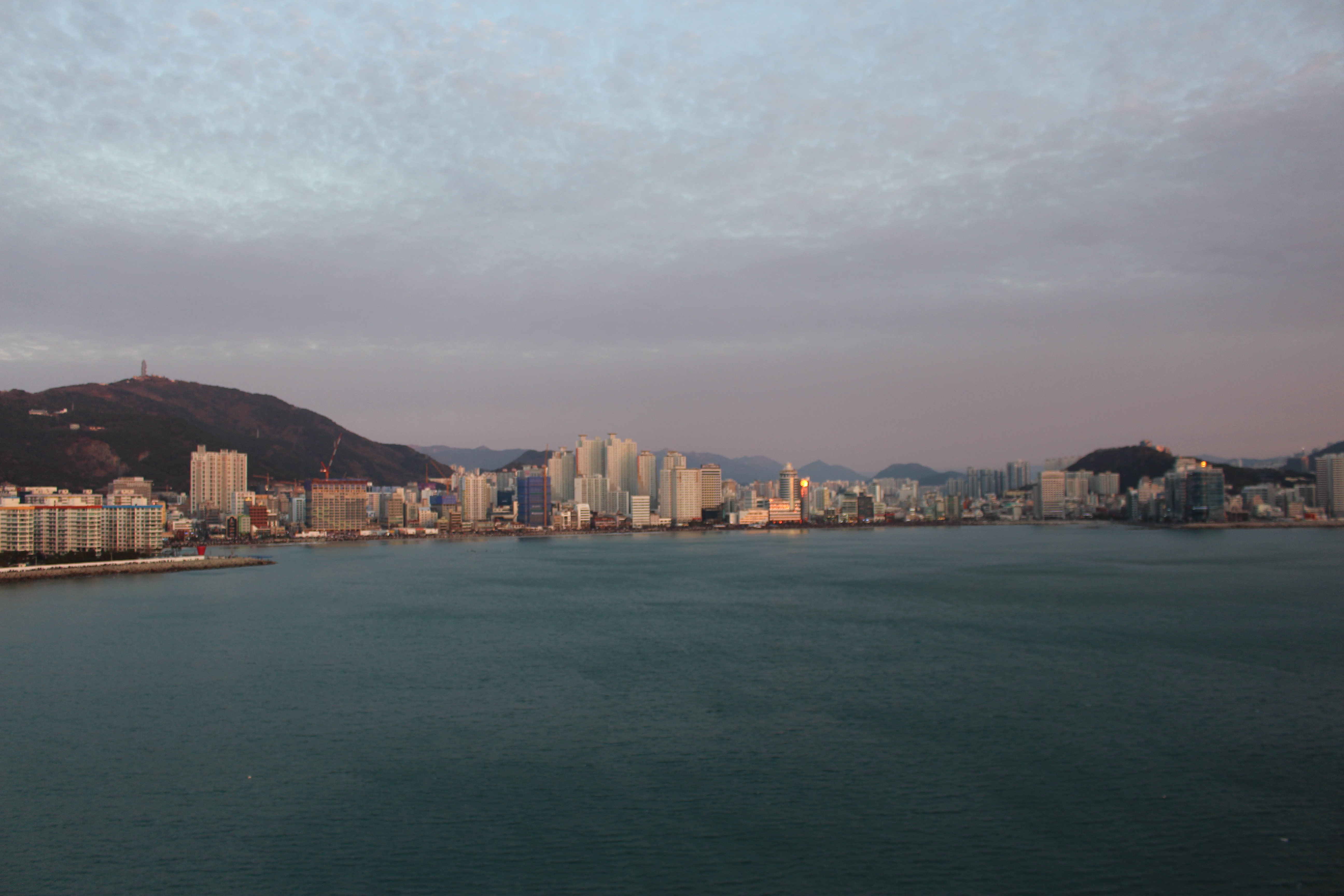
2019년 당시의 광안리해수욕장 전경

광안리해수욕장(廣安里海水浴場, Gwangalli Beach)은 부산광역시 수영구 광안2동에 위치한 해수욕장이다. 모래사장의 총면적은 82,000m2, 길이는 1.4 km, 폭은 25m ~ 110m이다. 이 곳에는 300여개의 고급 레스토랑, 카페, 횟집 등이 있고, 활어시장과 민락수변공원이 해수욕장 바로 옆(민락동 방면)에 있다.
해수욕장 해안에는 광안대교가 건설되어 있어 밤에는 LED 조명이 형형색색으로 빛나는 곳이며, 부산세계불꽃축제가 개최되면 100만명 이상의 엄청난 인파가 몰리는 곳이기도 하다. 또한 스타크래프트 프로리그의 결승전이 일 년에 한 차례씩 열리는 까닭에 ‘E-스포츠의 성지’라는 별칭도 가지고 있다. 한편, 2008년 7월 1일부터는 금연구역으로 지정되어 백사장 전 구역에서 흡연을 할 수가 없다.

## 이 곳에서 개최되는 주요 축제

### 광안리 어방축제
매년 4월 중 3일간 개최되는 지역 축제로, 광안리 일대에서 소규모로 개최되어 오던 남천ㆍ민락 활어축제, 광안리 해변축제, 남천동 벚꽃축제를 2001년에 통합하여 만들어진 축제이며, 축제의 이름인 어방(漁坊)은 예로부터 어로활동이 활발했던 수영지방의 어업협동체를 일컫는 말로 이 지역의 전통을 이어가는 축제라는 의미가 있다.
다양한 전시회와 체험행사, 그리고 문화공연 등이 축제기간 동안 열리며, 부산광역시 최우수 축제와 문화관광부 지정 축제로 인정받았다.

### 부산불꽃축제
광안리 해수욕장에서 개최되는 축제들 중 가장 규모가 큰 축제이며, 관광객이 전국적으로 몰려와 매년 축제 때마다 100만명 이상의 관람 기록을 세우는 축제이다. 다양한 불꽃 뿐만 아니라 화려한 레이저 쇼 등을 테마에 맞는 음악과 함께 선보이고 있다.
2005년 11월 16일에 이 축제의 시초였던 APEC 정상회의 경축 첨단 멀티미디어 해상쇼가 개최된 이래 매년 열리고 있으며, 2008년 10월 17일에 전야제를 시작으로 제4회 부산불꽃축제가 개최되었다. 축제는 10월 18일까지 열렸다.

### 부산바다축제
1996년부터 개최된 축제로, 광안리해수욕장을 포함한 부산의 모든 해수욕장에서 다양한 행사를 벌인다. 매년 8월 1일 개최하여, 8월 10일 폐막한다.

## E스포츠와 광안리

2009년 8월 7일 열린 신한은행 프로리그 08-09 결승전 경기의 모습

2004년부터 광안리 해수욕장 백사장에서는 매년 한 차례씩 스타크래프트 프로리그의 결승 경기가 열리고 있는데, 이 때문에 광안리 해수욕장은 'E-스포츠의 성지'라고도 불린다. E스포츠 마니아 층 사이에서는 '광안리에서 계속 열리는 중요한 결승전 경기'라고 하여 '광안리 대첩'이라고도 불린다.
2009년부터는 부산바다축제와 연계되어 개최된 ‘2009 부산 e스포츠페스티벌’의 일환으로 스페셜포스 프로리그의 결승전 경기도 함께 개최되어, 스타크래프트 프로리그와 함께 총 3일간 E-스포츠 경기를 개최하게 되었다.
 3일간 경기를 관람한 총 관중 수는 경찰 추산으로 7만 명이었다.

#### 6차 광안리 대첩(2009년8월 7일~8월 8일)
신한은행 프로리그 08,09 결승전 경기를 말하며 다전제 방식으로 진행되어 이틀에 걸쳐 경기를 진행했다, SKT T1 VS 화승 OZ의 경기가 치러졌으며, 경기결과는 1차전 4:0, 2차전 4:3으로 SK텔레콤 T1이 우승했다.
한편 경찰 추산에 의하면 1차전에서는 1만 5천 명, 2차전에서는 4만 명의 관람객이 경기를 관람했다.
하지만 결승 1차전이 있었던 7일에는 모래사장에 준비한 좌석 1만 석을 단 한 번도 채우지 못한 것으로 알려져 실제로 1차전을 관람한 관중수를 5~8천여 명으로 추산하는 분석도 있다.

#### 스타크래프트 2 맵
스타크래프트 II : 군단의 심장으로 열리는 2013 WCS 코리아 시즌 2 옥션 올킬 스타리그의 공식맵으로 등장했다.

## 사진 목록

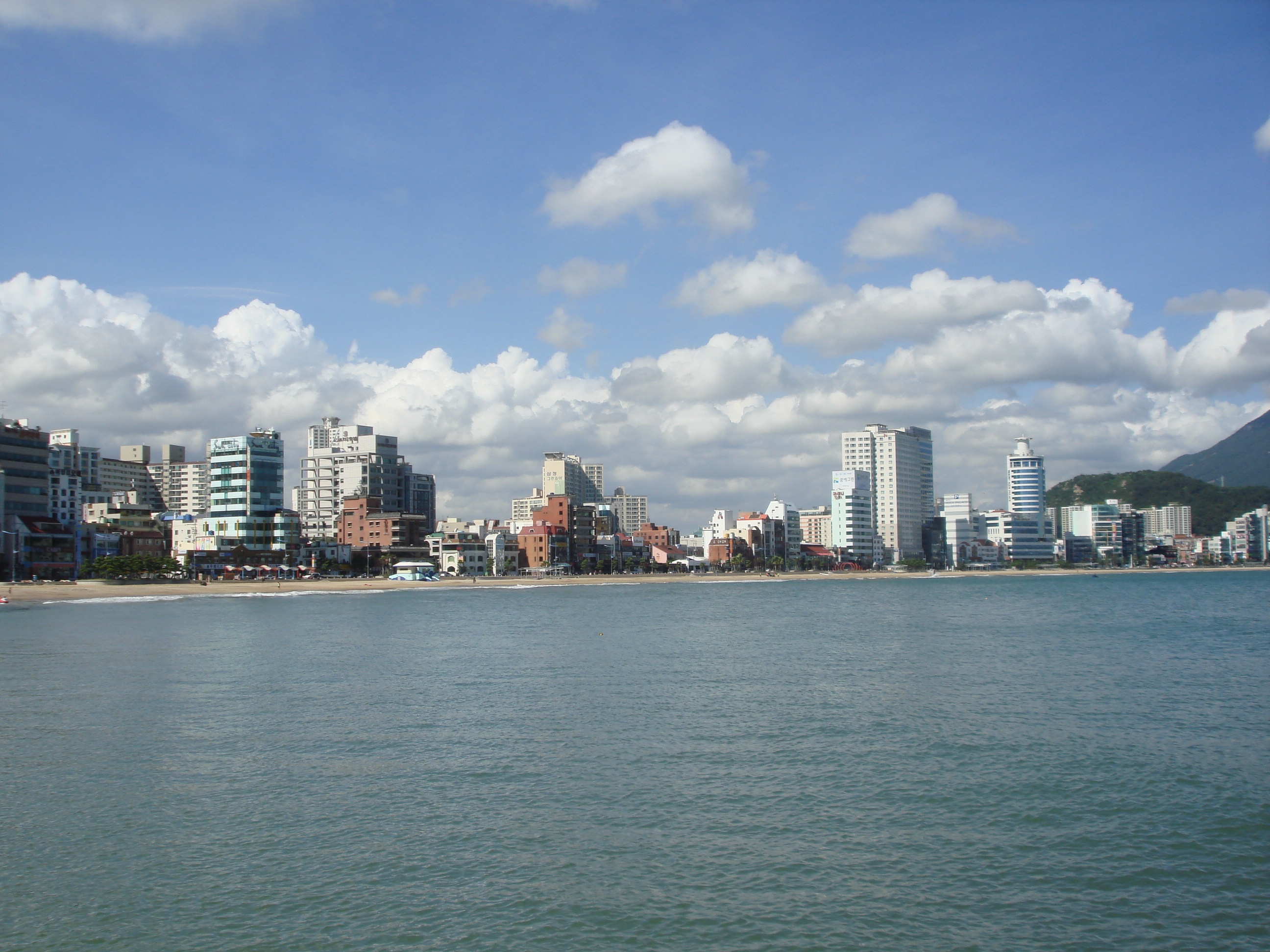
남천동 방면 해수욕장 모습
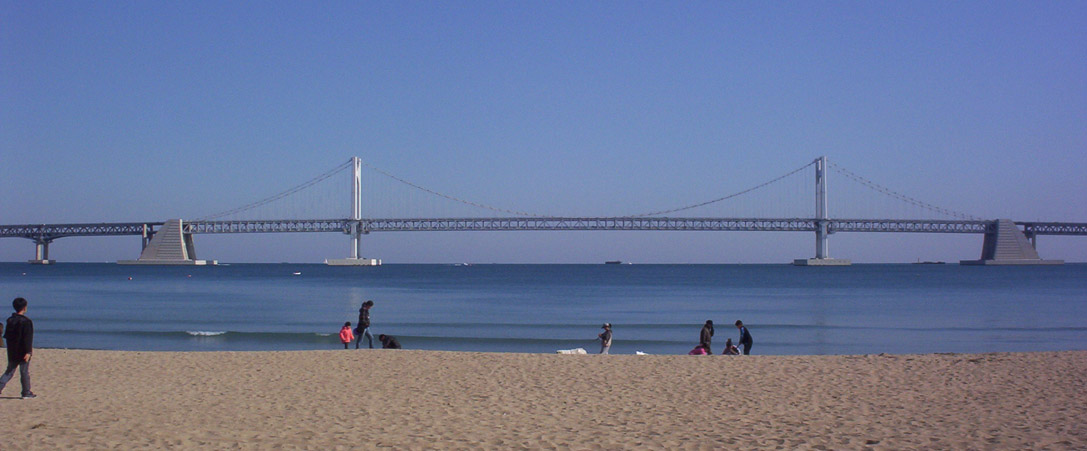
낮에 본 해수욕장 백사장과 광안대교
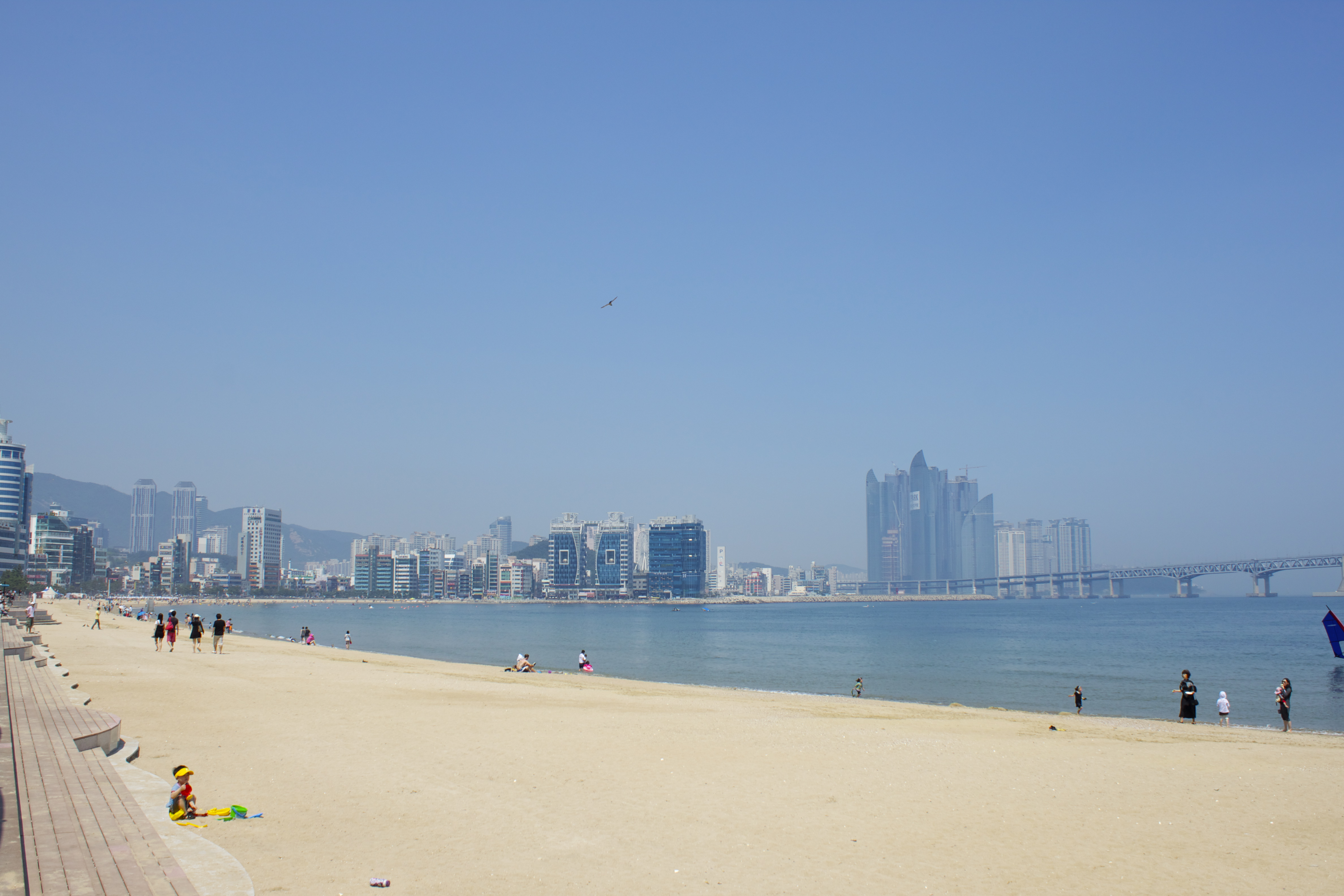
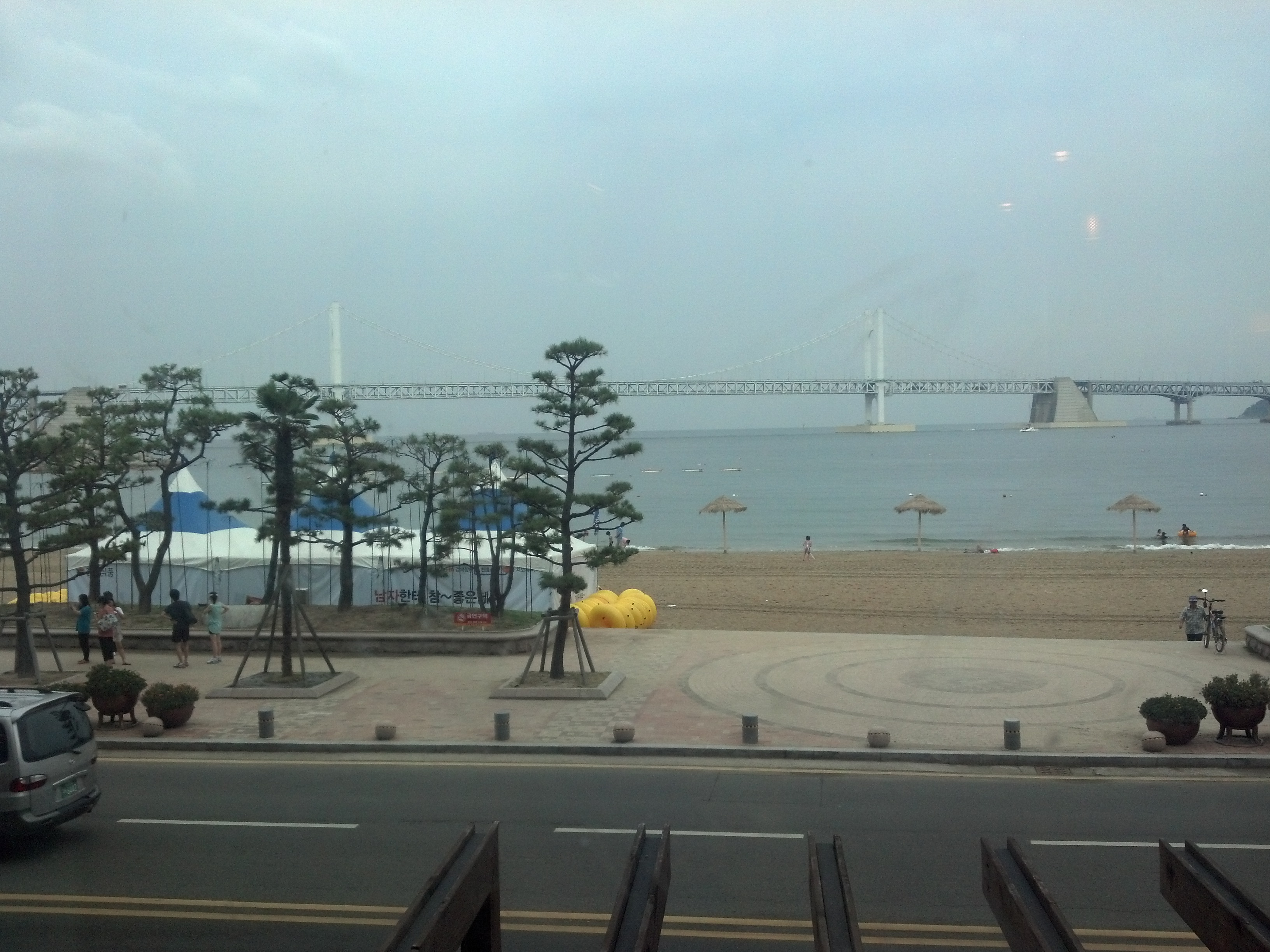
2012년 8월 광안리해수욕장과 광안대교
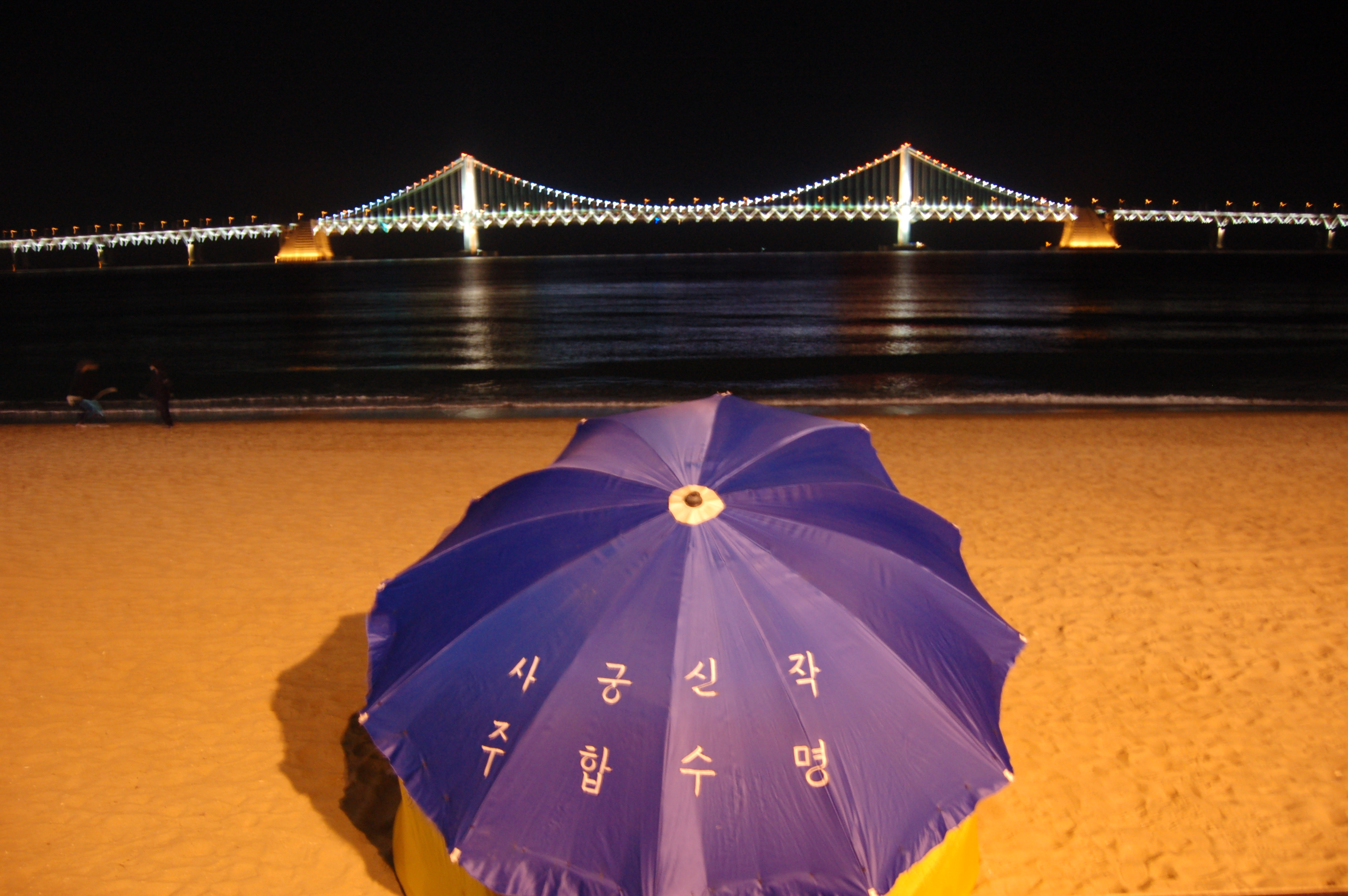
밤에 본 백사장과 LED가 점등된 광안대교

## 같이 보기
- 광안대교
- 해운대해수욕장

## 참고 자료
- 광안리해수욕장 - 기상청 일기예보